# Riccardia flagellaris
Riccardia flagellaris là một loài rêu trong họ Aneuraceae. Loài này được A. Gepp H.A. Mill. mô tả khoa học đầu tiên năm 1981.